# Aha-Äule
Aha-Äule (auch Aha-Aeule) ist ein Wohnbezirk im Sinne der baden-württembergischen Gemeindeordnung der Gemeinde Schluchsee im Hochschwarzwald. Er besteht aus den Teilorten Aha und Äule (auch Aeule). Mittlerweile leben beide Teilorte neben der Landwirtschaft hauptsächlich vom Tourismus.

## Lage und Verkehrsanbindung
Der Teilort Aha, bestehend aus den Weilern Oberaha und Unteraha, befindet sich direkt am Schluchsee. Oberaha liegt dabei am Nordufer des Sees, Unteraha am Nordostufer. Zwischen den Weilern verläuft die Bundesstraße 500. In Unteraha befindet sich zudem der Bahnhof Aha der Dreiseenbahn.
Der Teilort Äule ist ein Weiler in Tallage westlich der Nordspitze des Schluchsees. Von Aha kommend führt über Äule eine Passstraße in Richtung Menzenschwand, auf der Passhöhe befindet sich das Äulemer Kreuz (Aeulemer Kreuz).

## Geschichte
Aha wurde 1352 erstmals unter dem Namen In der Ache erwähnt. 1745 wurde hier eine Kapelle erbaut und 1930 renoviert. Teile des ursprünglichen Ahas mussten aufgegeben werden, als der Schluchsee 1933 aufgestaut wurde. 1935 wurde Aha zusammen mit den Weilern Dresselbach und Unterfischbach nach Schluchsee eingemeindet und die bis dahin eigene Gemarkung auf die Gemarkung Schluchsees übertragen.
Der Weiler Äule entstand 1716 durch Verlegung einer Glashütte von Blasiwald (Althütte) hierher. 1786 wurde hier eine Kapelle erbaut. 1872 stellte die letzte Glasbläserei in Äule ihren Betrieb ein.